# Persone di nome Per/Calciatori
| Questa pagina contiene informazioni ricavate automaticamente dalle voci biografiche con l'ausilio del template Bio e di un bot. L'aggiornamento è periodico e automatico e ricostruisce completamente la pagina. Se manca una persona in questa lista, sei pregato di non aggiungerla, ma accertati piuttosto che la sua voce biografica contenga il template Bio e che i dati anagrafici siano correttamente compilati. Se il template Bio manca, inseriscilo tu stesso o, in alternativa, metti l'avviso {{tmp\|Bio}} che ne segnala la mancanza. Se i dati riportati sono sbagliati, correggi direttamente la voce biografica; le modifiche saranno visibili in questa lista entro pochi giorni. Per chiarimenti vedi il progetto antroponimi. La lista contiene solo le 64 persone che sono citate nell'enciclopedia e per le quali è stato implementato correttamente il template Bio. Pagina aggiornata al 23 mag 2025. |

Questa è una lista di persone presenti nell'enciclopedia che hanno il nome Per e sono calciatori.

## A(3)
- Per Egil Ahlsen, ex calciatore norvegese (Fredrikstad, n. 1958)
- Hugo Andersson, calciatore svedese (Skurup, n. 1999)
- Daniel Arnefjord, ex calciatore svedese (Stoccolma, n. 1979)

## B(8)
- Per Berg, ex calciatore norvegese (n. 1945)
- Per Bjørnø, calciatore norvegese (n. 1927 - † 1979)
- Jonas Bjurström, ex calciatore svedese (n. 1979)
- Per Blohm, ex calciatore svedese (n. 1967)
- Daniel Blomgren, ex calciatore svedese (Ulricehamn, n. 1982)
- Per Bredesen, calciatore norvegese (Horten, n. 1930 - Horten, † 2022)
- Tomas Brolin, ex calciatore svedese (Hudiksvall, n. 1969)
- Arvid Brorsson, calciatore svedese (Örebro, n. 1999)

## D(2)
- Filip Dagerstål, calciatore svedese (Norrköping, n. 1997)
- Per Gunnar Dalløkken, ex calciatore norvegese (Folldal, n. 1965)

## E(1)
- Niclas Eliasson, calciatore svedese (Varberg, n. 1995)

## F(5)
- Per Figved, calciatore norvegese (Stavanger, n. 1920 - † 1986)
- Per Frantzen, calciatore norvegese (n. 1920 - † 2005)
- Per Frick, calciatore svedese (Kil, n. 1992)
- Per Frimann, ex calciatore danese (Gladsaxe, n. 1962)
- Per Frøistad, calciatore norvegese (n. 1911 - † 1991)

## G(1)
- Jesper Gustavsson, calciatore svedese (n. 1994)

## H(11)
- Per Haftorsen, ex calciatore norvegese (Haugesund, n. 1947)
- Per Andreas Haftorsen, ex calciatore norvegese (n. 1970)
- Johan Hammar, calciatore svedese (Malmö, n. 1994)
- Per Haraldsen, calciatore norvegese (Skien, n. 1892 - Skien, † 1928)
- Per Heliasz, ex calciatore norvegese (Sarpsborg, n. 1952)
- Per Helsing, calciatore norvegese (n. 1896 - † 1957)
- Per Henriksen, calciatore norvegese (Stavanger, n. 1952 - Stavanger, † 2024)
- Axel Henriksson, calciatore svedese (n. 2002)
- Per Holm, calciatore norvegese (Sarpsborg, n. 1899 - Sarpsborg, † 1974)
- Per Holmberg, ex calciatore svedese (n. 1959)
- Johannes Hopf, ex calciatore svedese (Räng, n. 1987)

## J(5)
- Per Jacobsen, calciatore norvegese (n. 1924 - † 2012)
- Robin Jansson, calciatore svedese (Trollhättan, n. 1991)
- Per Jensen, calciatore danese (Copenaghen, n. 1930 - † 2009)
- Per Funch Jensen, calciatore danese (Copenaghen, n. 1938 - Øresund, † 1960)
- Daniel Johansson, calciatore svedese (Lund, n. 1987)

## K(7)
- Per Karlsson, ex calciatore svedese (Falkenberg, n. 1989)
- Per Karlsson, ex calciatore svedese (Solna, n. 1986)
- Per Kaufeldt, calciatore e allenatore di calcio svedese (Stoccolma, n. 1902 - Stoccolma, † 1956)
- Per Knudsen, calciatore danese (Aarhus, n. 1925 - Viby, † 1999)
- Per Morten Kristiansen, calciatore norvegese (Sarpsborg, n. 1981)
- Per Kristoffersen, calciatore norvegese (Fredrikstad, n. 1937 - Fredrikstad, † 2023)
- Per Krøldrup, ex calciatore danese (Farsø, n. 1979)

## L(4)
- Rasmus Lindkvist, calciatore svedese (Botkyrka, n. 1990)
- Per Ljostveit, calciatore norvegese (n. 1928 - † 1990)
- Viktor Ljung, ex calciatore svedese (Halmstad, n. 1991)
- Per Loraas, ex calciatore norvegese (n. 1946)

## M(5)
- Per Terje Markussen, ex calciatore norvegese (Mjøndalen, n. 1959)
- Per Martinsen, calciatore norvegese (Fredrikstad, n. 1936 - Fredrikstad, † 2021)
- Per Magne Misund, ex calciatore norvegese (Molde, n. 1971)
- Per Edmund Mordt, ex calciatore norvegese (Arendal, n. 1965)
- Espen Musæus, ex calciatore norvegese (n. 1975)

## N(4)
- Joel Nilsson, calciatore svedese (n. 1994)
- Per Nilsson, ex calciatore svedese (Härnösand, n. 1982)
- Per Hilmar Nybø, ex calciatore norvegese (n. 1966)
- Per Egil Nygård, ex calciatore norvegese (Oslo, n. 1954)

## R(2)
- Sebastian Rajalakso, calciatore svedese (Enköping, n. 1988)
- Per Røntved, calciatore danese (Frederiksberg, n. 1949 - † 2023)

## S(3)
- Johan Sjöberg, ex calciatore svedese (Borås, n. 1980)
- Per Ciljan Skjelbred, calciatore norvegese (Trondheim, n. 1987)
- Per Sønstabø, calciatore norvegese (Haugesund, n. 1941 - Haugesund, † 2024)

## T(1)
- Per Tidemann, calciatore norvegese (Oslo, n. 1930 - Oslo, † 2018)

## W(2)
- Per Kristian Bråtveit, calciatore norvegese (Haugesund, n. 1996)
- Per Rune Wølner, calciatore norvegese (Drammen, n. 1949 - Drammen, † 2016)